# Hans de Boer (politicus)
Hans Andries (Hans) de Boer (Velsen, 30 mei 1937) is een Nederlands voormalig politicus, bestuurder en ambtenaar.

## Biografie
De gereformeerde De Boer werd geboren te Velsen.
Zijn intrede in de politiek deed De Boer in 1966 als lid van de Provinciale Staten van Noord-Holland. Een jaar later bedacht hij als voorzitter van de Anti-Revolutionaire Jongeren Studieklubs (ARJOS) om Wim Vegt een single te laten opnemen voor de Tweede Kamerverkiezingen van 15 februari 1967. Er was in die vier voorgaande jaren namelijk op politiek vlak veel gebeurd. Op de A-kant stond Politiek... Allemaal vuiligheid? en Vegt vraagt zich hardop af hoe de ARP zich houdt in het speelveld. Als reactie op de B-kant lijsttrekker Barend Biesheuvel: Uw stem een stap verder in de goede richting. De ARP won twee zetels en steeg naar vijftien in totaal waarmee de partij voor vier jaar een plek kreeg in het kabinet-De Jong.
In 1971 werd hij lid van de Tweede Kamer voor de Anti-Revolutionaire Partij (ARP) en vanaf 1980 was hij Kamerlid voor het Christen-Democratisch Appèl (CDA). Hij behoorde tot de zogenaamde loyalisten, die in de periode 1977-1981 het regeerakkoord met de VVD niet ondersteunden, maar gedoogden.
Van 1981 tot 1982 was hij eerst staatssecretaris in het kabinet-Van Agt II, in 1982 werd hij minister van Cultuur, Recreatie en Maatschappelijk Werk (CRM) in het kabinet-Van Agt III, een post die hij vanwege hartklachten moest opgeven. Hij keerde korte tijd terug naar de Tweede Kamer en werd daarna burgemeester van de gemeente Haarlemmermeer. Van 1986 tot 1995 was hij ten slotte secretaris-generaal op het ministerie van Welzijn, Volksgezondheid en Cultuur.
- Parlement.com: vg09lle6vswz